# Statuie vie

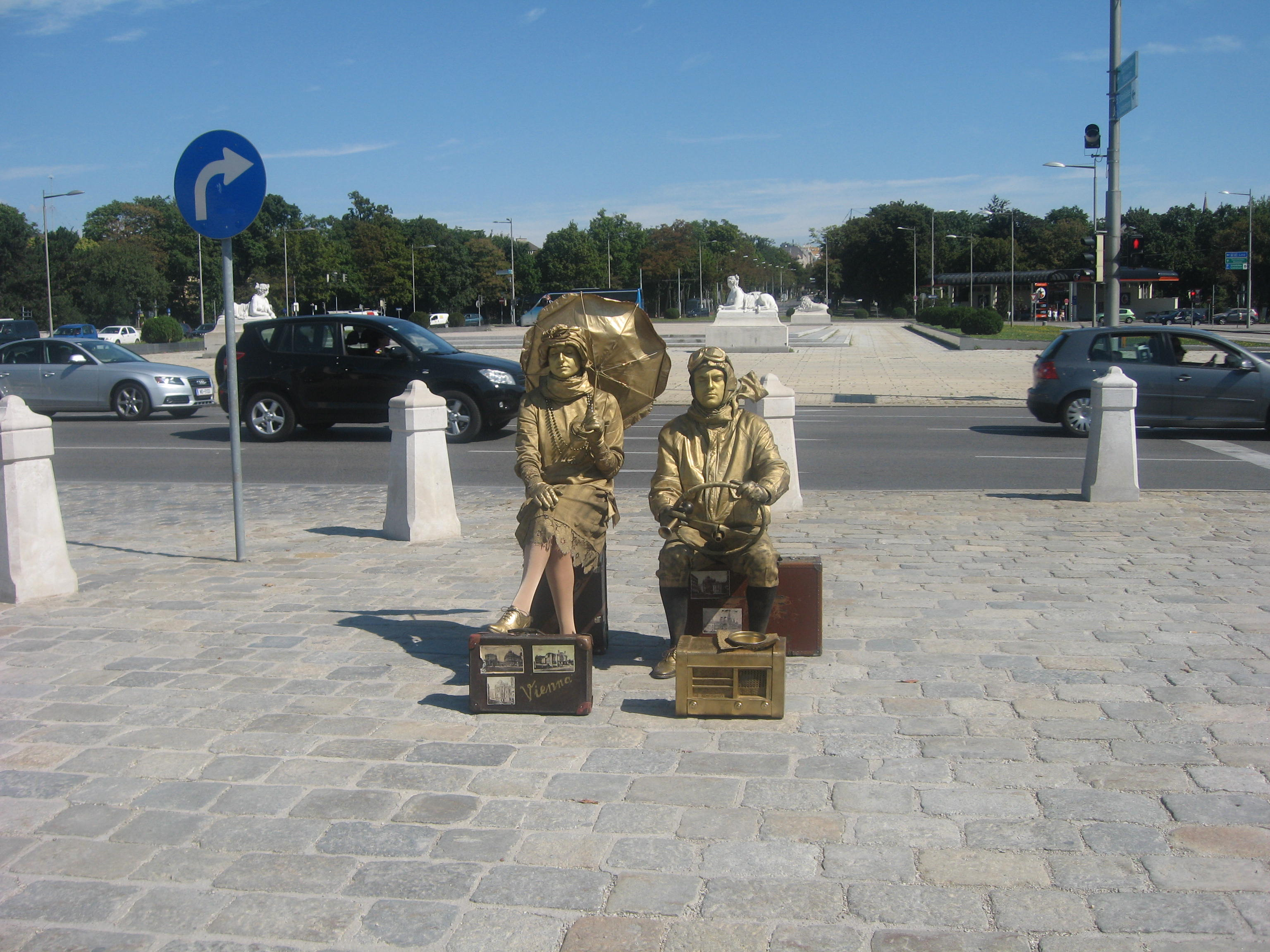
Statui vii în Viena

Termenul de statuie vie (sau statuie vivantă) se referă la un artist mim ce poate sta nemișcat ore în șir ca o statuie sau un manechin, de obicei, cu un machiaj care-i dă culoarea aurului, bronzului sau cuprului.
Artiștii care lucrează ca statui vii pot păcăli trecătorii și câteva emisiuni filmate cu camera ascunsă au arătat cum statuile vii îi pot speria pe oameni. Artiștii interpreți pot realiza și spectacole stradale.

## Istoric
Tabloul viu, adică un grup de statui vii, era o prezență regulată la festivalurile medievale și din perioada Renașterii. Grupul interpreta o scenă așezat pe un stand decorat să arate ca un monument, pe traseul pe unde trecea procesiunea. O statuie vie a apărut în 1945 în filmul francez Les enfants du paradis (Children of Paradise). Primii artiști care au interpretat roluri de statui vii au fost artiștii londonezi Gilbert și George în anii '60. În primii ani ai secolului al XX-lea, dansatoarea germană Olga Desmond a realizat “Evenings of Beauty” (Schönheitsabende), în care poza nud, imitând capodoperele artistice clasice ('fotografii vii'). António Santos, cunoscut ca  staticman, interpretează statui vii continuu începând din anul 1987 și a fost inclus în Cartea de recoduri "Guinness" între anii 1988 și 1997, pentru că a stat în picioare nemișcat timp de 15 ore, 5 minute și 55 secunde. După aceea, el a realizat încă patru recorduri mondiale, dar fără ca acestea să fie confirmate de Guinness, din motive economice. În momentul de față, Staticman interpretează statui vii în levitație, organizează festivaluri ale statuilor vii și predă cursuri de interpretat statui vii.

## Galerie de imagini

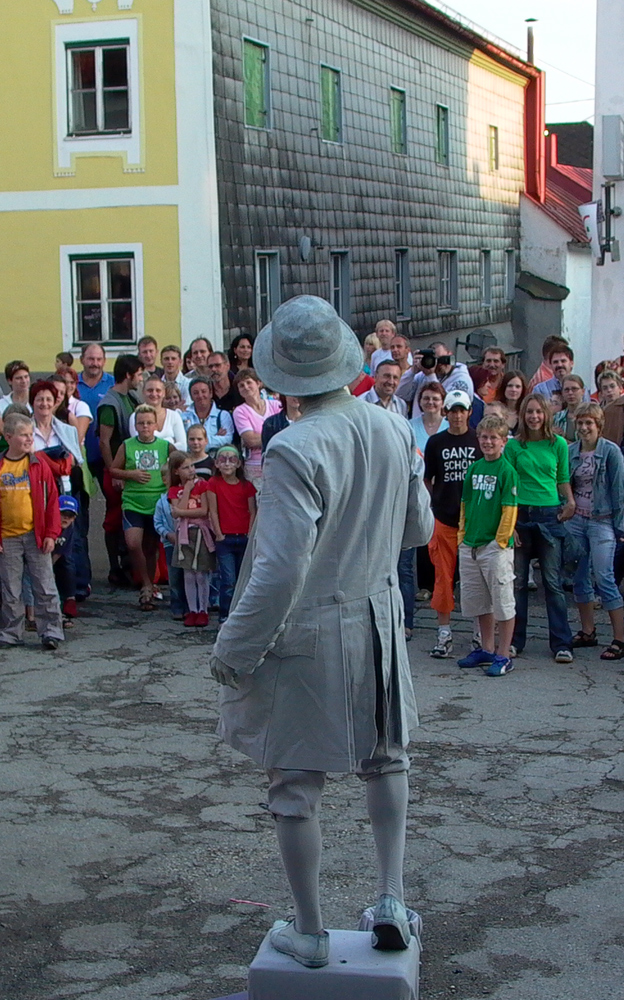
O statuie vie "Stillman Theater" în faţa unei mulţiumi fascinate
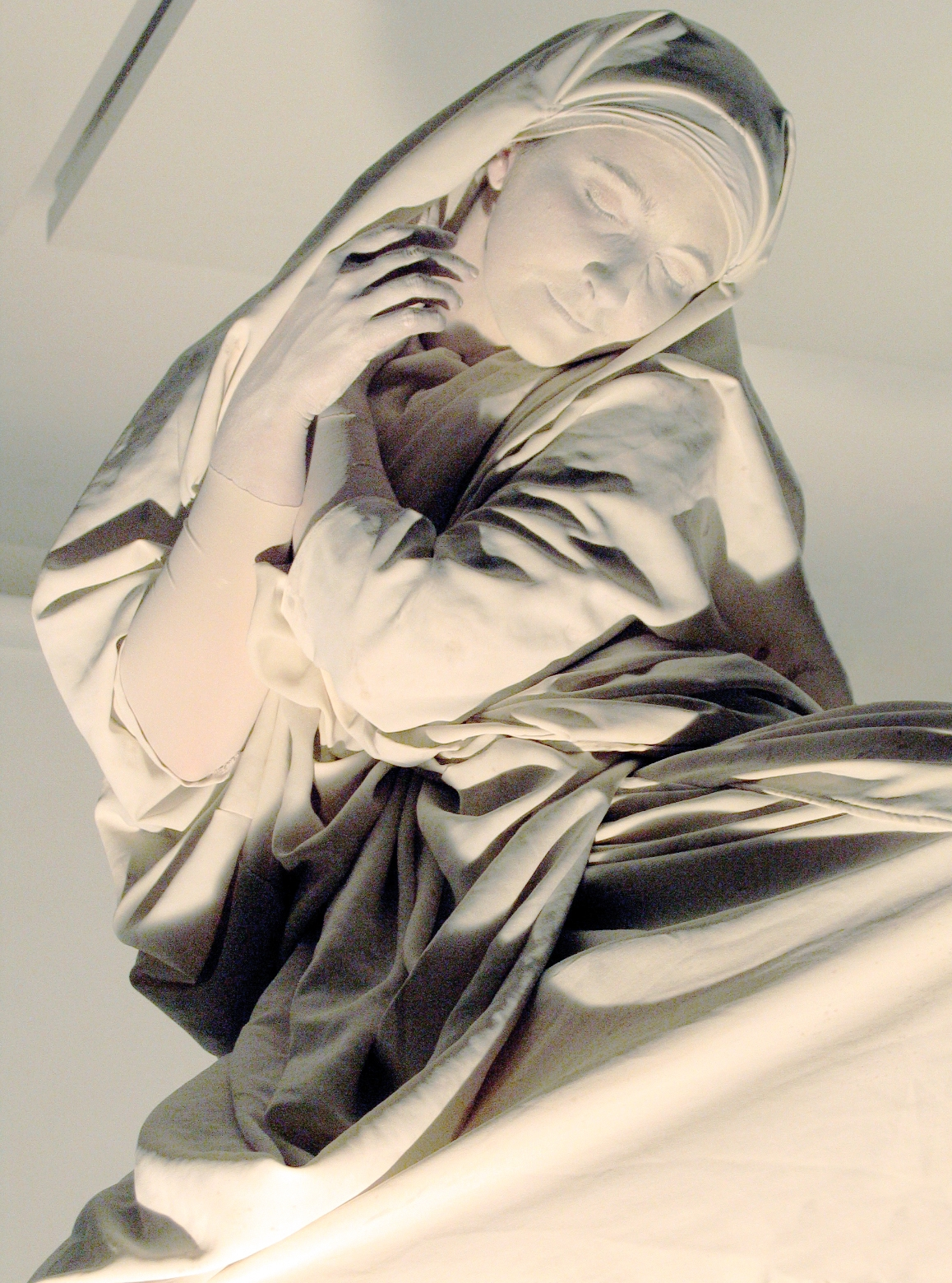
"Statuia vivantă Sophie Malraye", câștigătoarea premiului mondial din 2006 în Arnhem (Olanda) și Paris, Franţa)
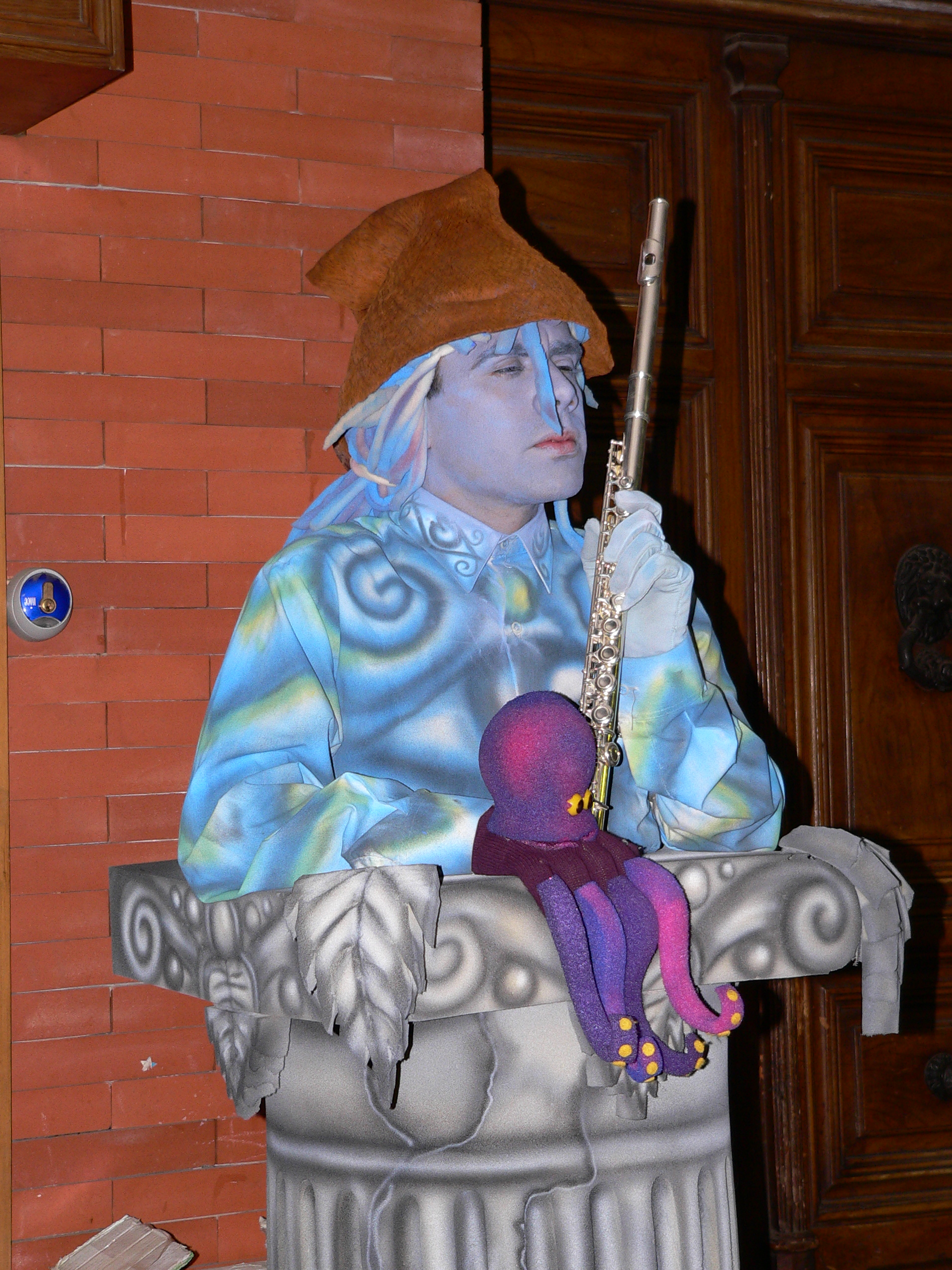
Orașul spaniol Alcalá de Henares
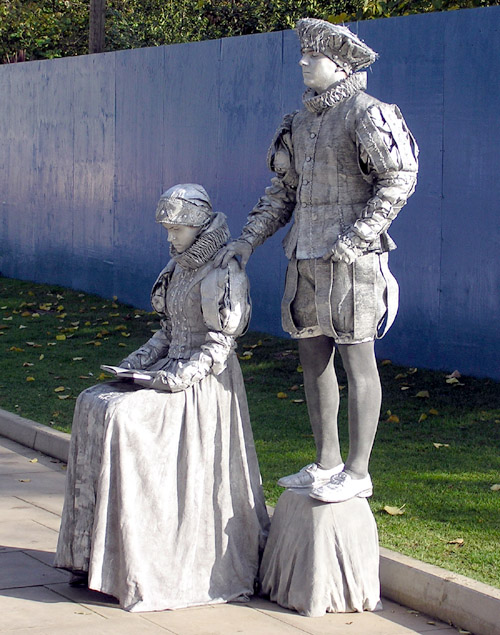
Parcul "Jubilee Gardens", Londra
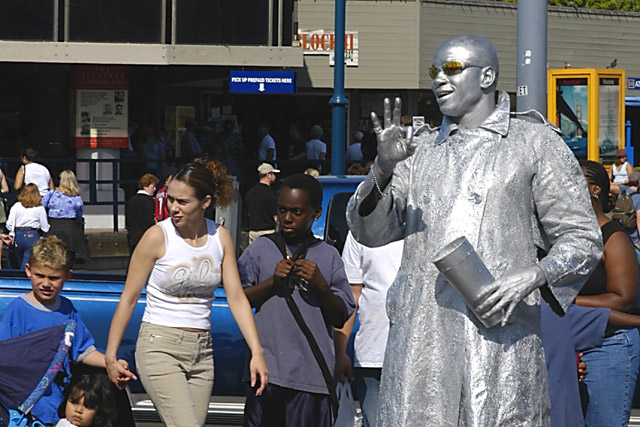
"Omul de argint" din cartierul Fisherman's Wharf, San Francisco, statul California)
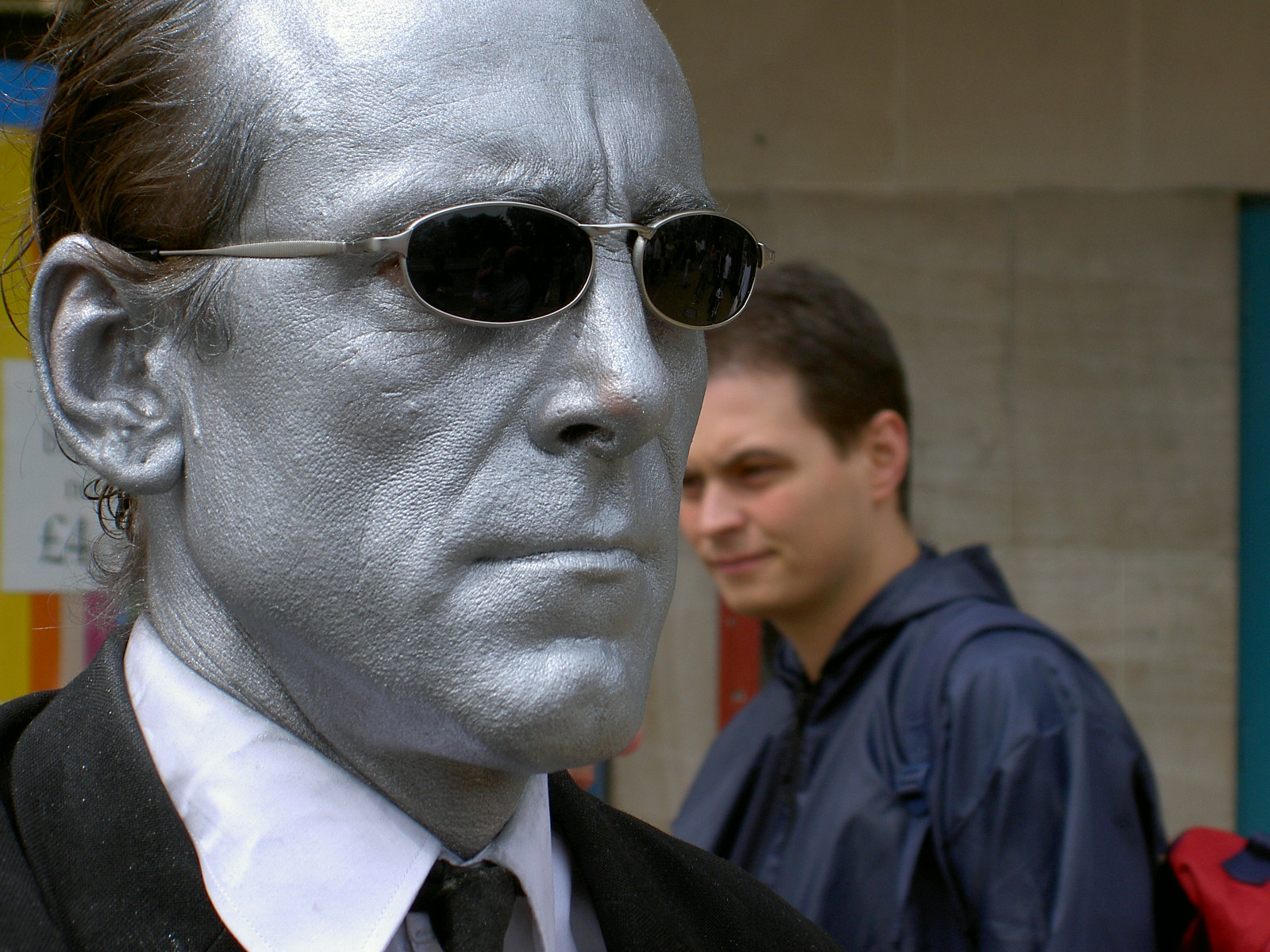
Artist stradal pictat cu spray argintiu în Edinburgh (Scoția, Regatul Unit)
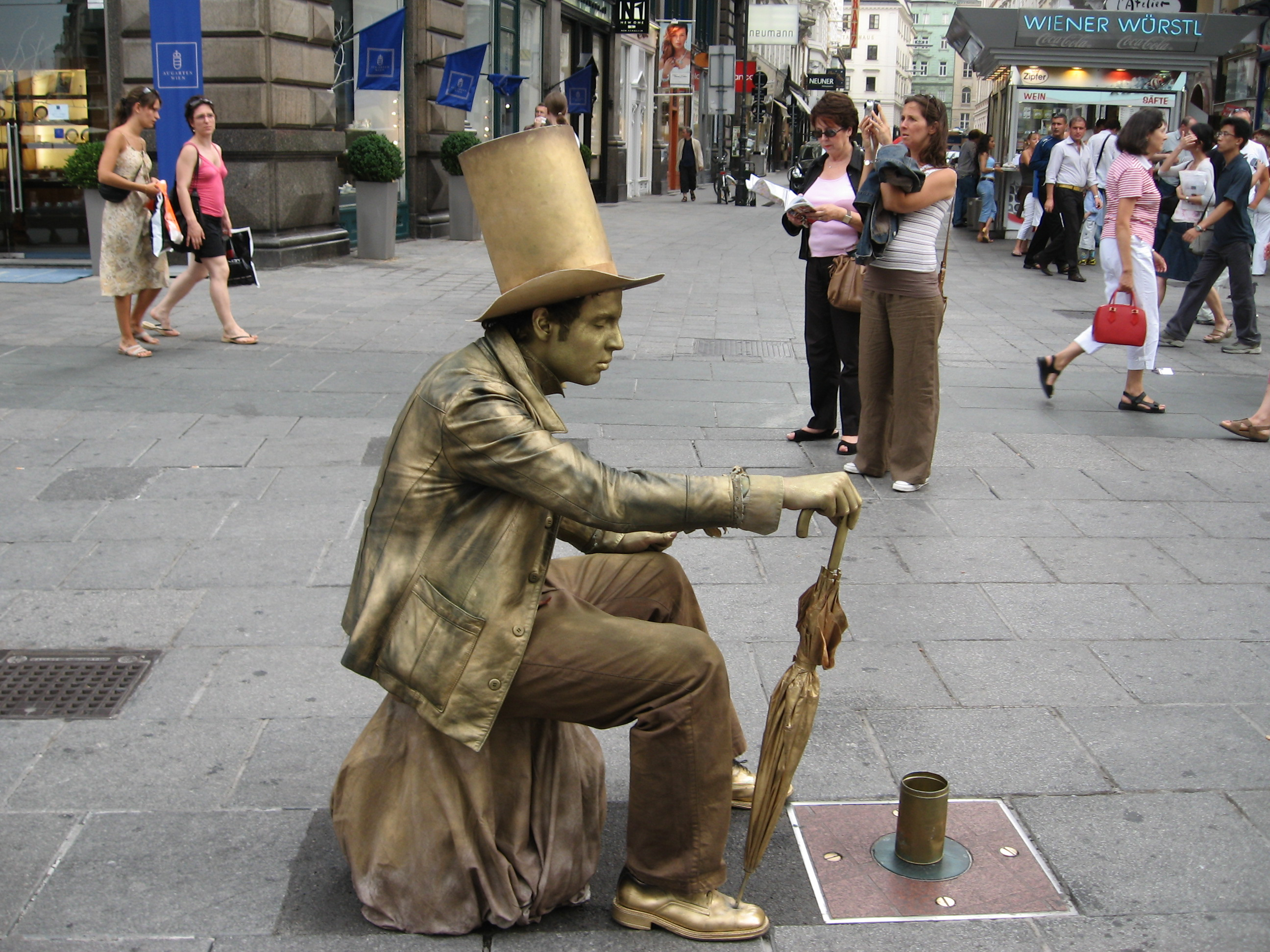
Viena
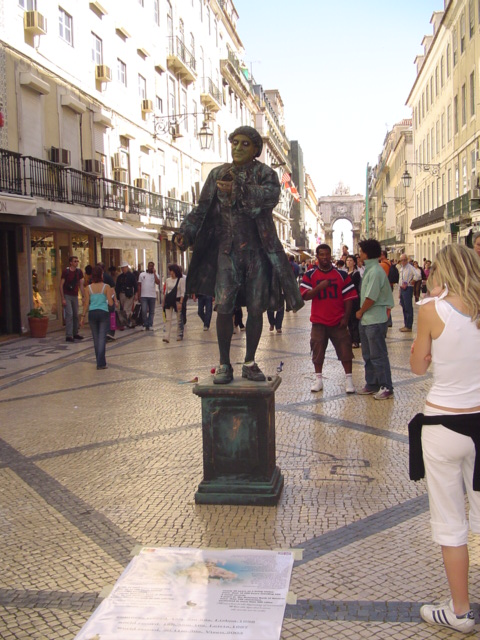
Lisabona
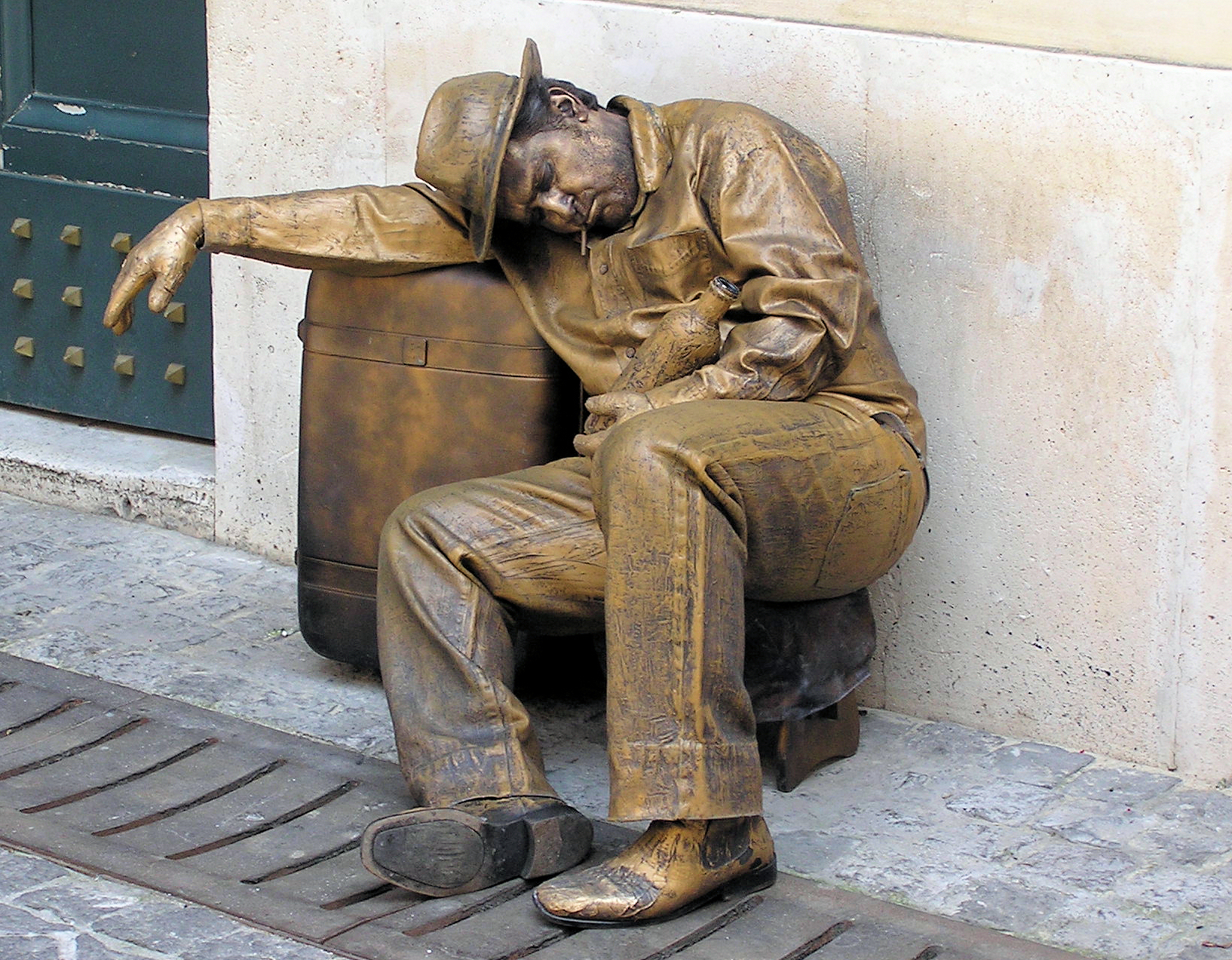
Roma, Italia (imitaţie de bronz?)
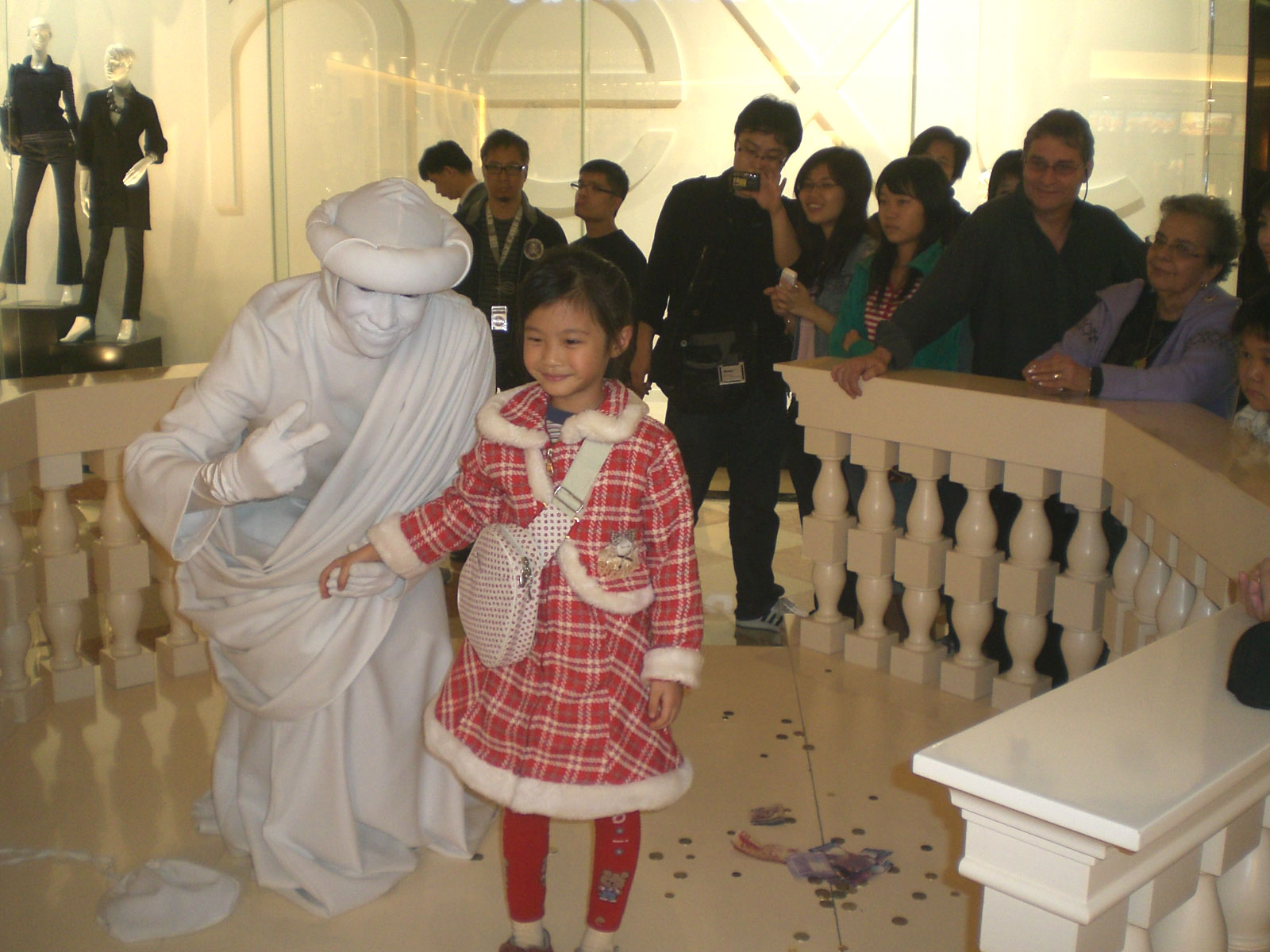
Hotelul și cazinoul "The Venetian Macao", Macau (R.P. China)
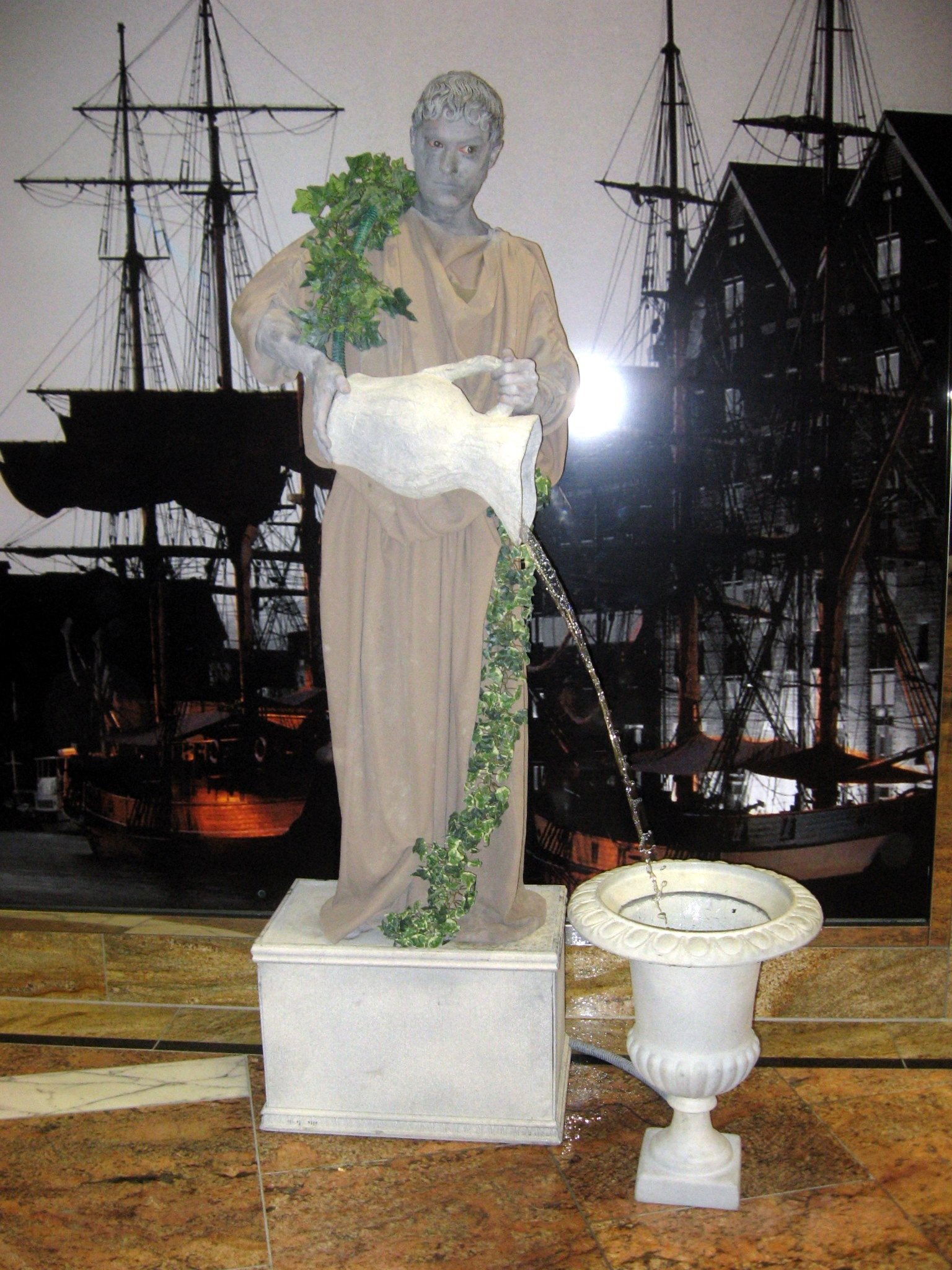
Gloucester, Anglia
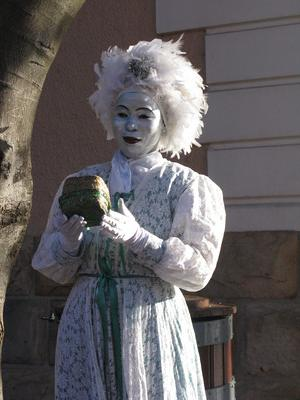
Zâna, din cartierul Victoria & Alfred Waterfront, Cape Town (Africa de Sud)
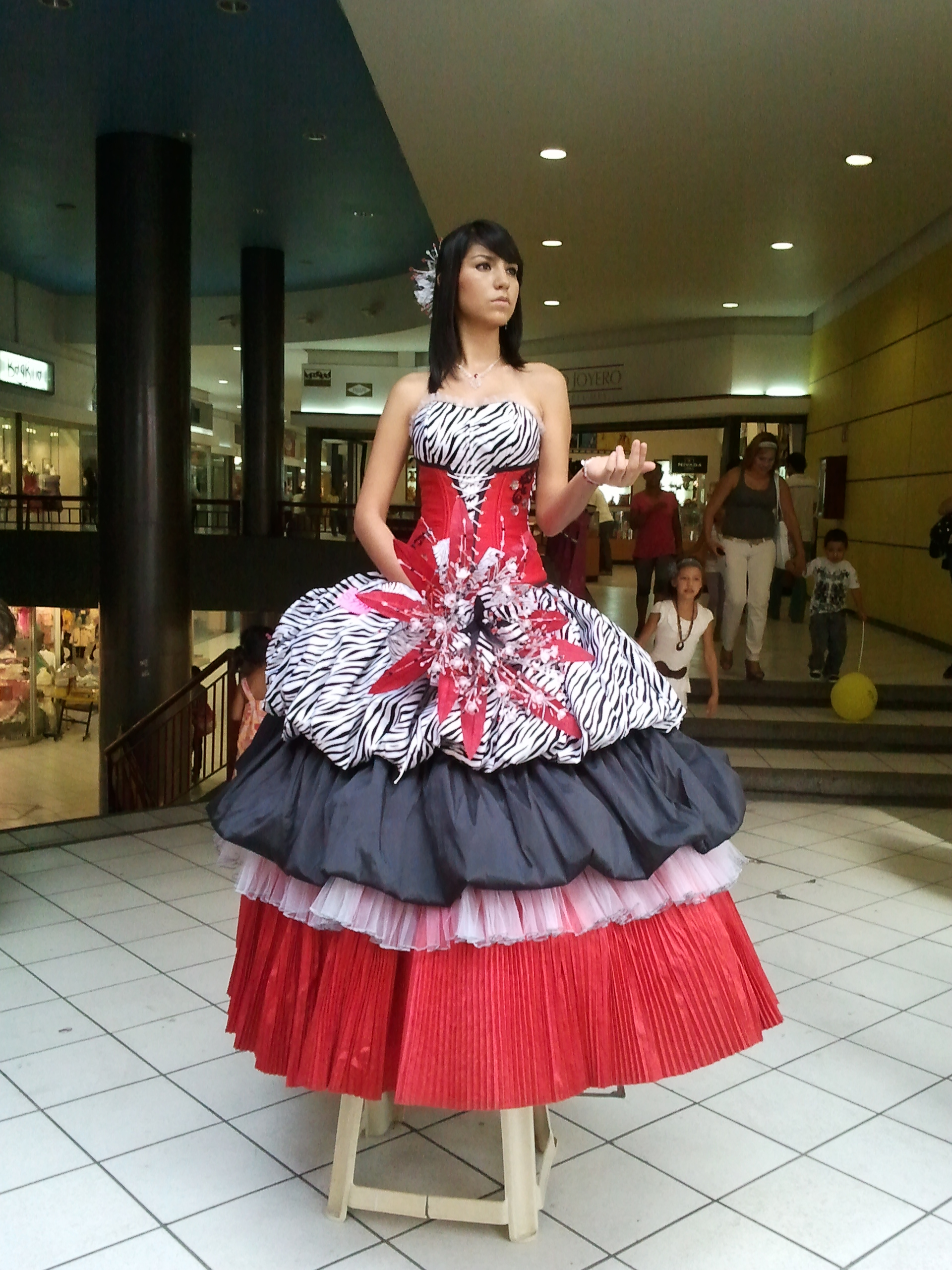
O statuie vie în centrul oraşului mexican Leon, Mexic.
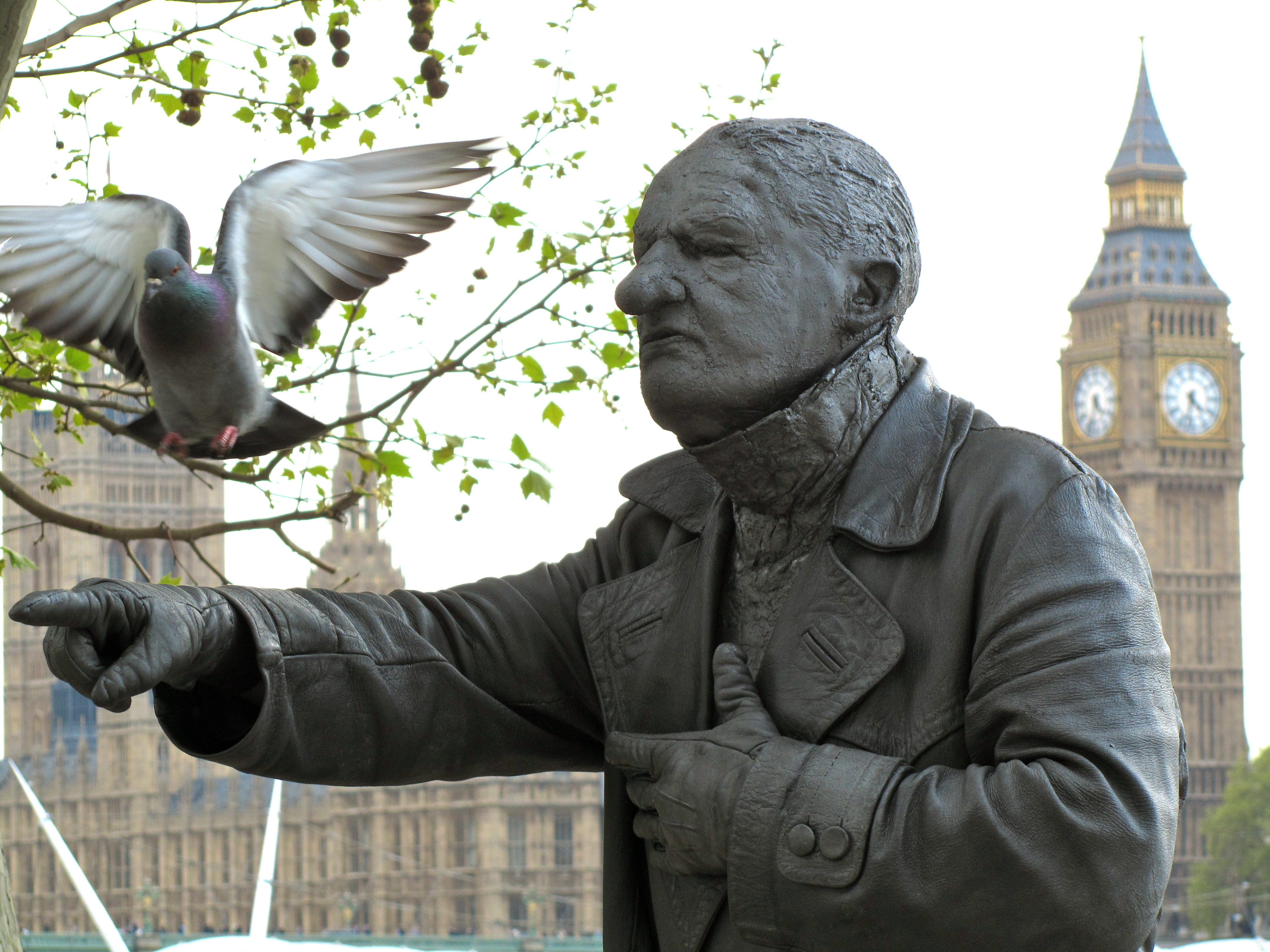
Londra, Marea Britanie
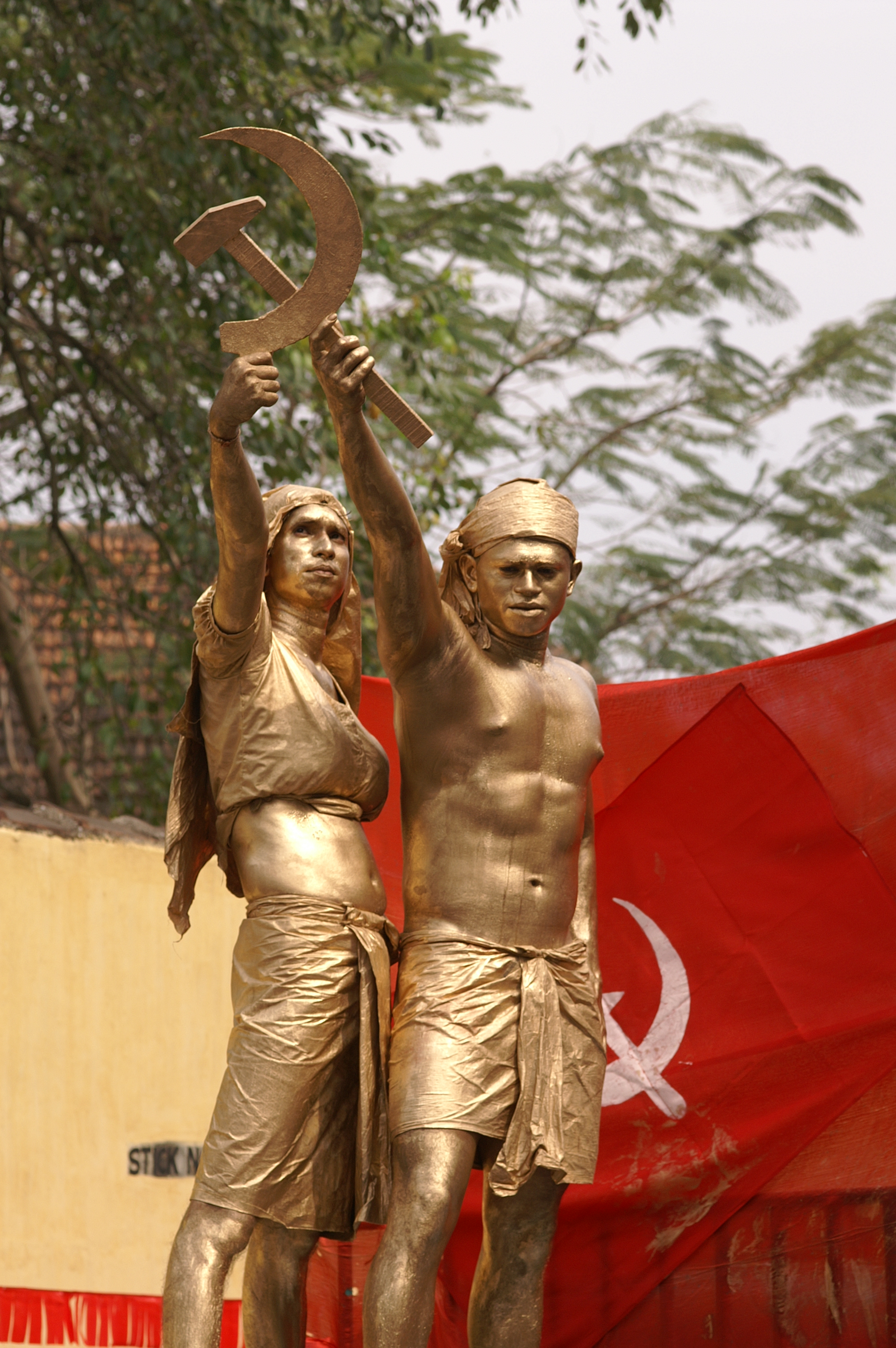
Statuie comunistă din statul Kerala (India)
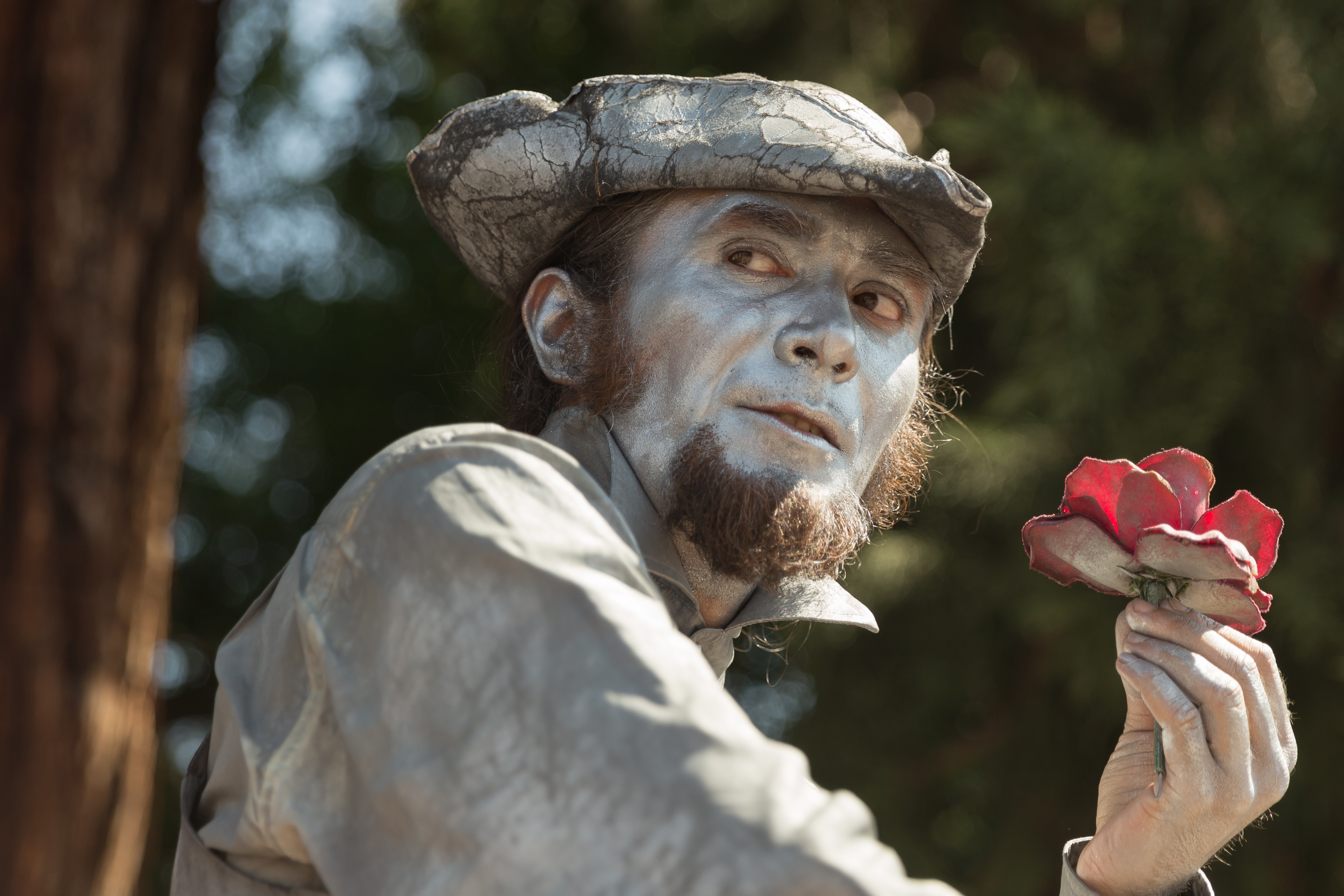
O statuie vie din Annecy (Franța)